# Рудник Сімбері
Рудник Сімбері — гірничодобувний майданчик у Меланезії, в державі Папуа Нова Гвінея.
Золоторудне родовище Сімбері знаходиться на однойменному острові, який є найпівнічнішим у групі островів Табар та лежить за пів сотні кілометрів від центральної ділянки східного узбережжя острова Нова Ірландія.
Розробка, що стартувала в 2008 році, провадиться відкритим способом. Видобута руда транспортується до фабрики з вилучення золота конвеєром завдовжки 2,7 км та автотранспортом. Первісно фабрика могла переробляти 2 млн тонн руди на рік, а наприкінці 2013-го цей показник збільшили до 3,5 млн тонн. На першому етапі розробляють окиснені руди, робота з якими має тривати до 2025—2026 року. Крім того, існують плани вилучення сульфідних руд, що залягають під окисненими та можуть подовжити термін діяльності копальні ще на 10 років.
Станом на кінець 2022 року залишкові запаси родовища оцінювались у 35 млн тонн руди (з них 27 млн тонн сульфідної) із середнім вмістом золота 1,8 грама на тонну. Виробництво за 2022 рік становило 2 тонни золота (при зменшенні запасів окисненої руди на 1,1 млн тонн). Крім того, ресурси проєкту на ту ж дату оцінювались у 83 млн тонн руди (з них 68 млн тонн сульфідної) із середнім вмістом золота 1,5 грама на тонну.
Доступ на острів здійснюється за допомогою злітно-посадкової смуги завдовжки 1,4 км та бетонного причалу завдовжки 20 метрів, що може обслуговувати судна з осадкою до 6,5 метра та обладнаний краном вантажопідйомністю 110 тонн. Також власник копальні має баржу MV Lady Geraldine, що здійснює рейси до Рабаула та Лае. Електроенергією рудник забезпечує власна станція на нафтопродуктах, що має сім дизель-генераторів потужністю по 1,5 МВт.
Первісно проєктом опікувалась компанія Allied Gold Mining Company, яку в 2012-му придбала австралійська St Barbara.